# محوطه نادر آباد
محوطه نادر اّباد در شهرستان قزوین، بخش مرکزی، روستای نادرآباد واقع شده و این اثر در تاریخ ۲۵ اسفند ۱۳۸۰ با شمارهٔ ثبت ۵۵۵۸ به‌عنوان یکی از آثار ملی ایران به ثبت رسیده است.